# 亞羅希夫卡 (法斯蒂夫區)
50°12′12″N 29°50′33″E / 50.20333°N 29.84250°E
亞羅希夫卡（烏克蘭語：Ярошівка）是位於烏克蘭北部的村莊，由基辅州法斯蒂夫區的托馬希夫卡市鎮負責管轄。該村始建於1686年，面積1.44平方公里，海拔高度161米，2001年人口262，人口密度每平方公里181.9人。